# Чаплінський Володимир Володимирович
Володи́мир Володи́мирович Чапли́нський (13 січня 1970, Обухів, Київська область, УРСР — 20 лютого 2014, Київ, Україна) — активіст Євромайдану. Боєць Небесної Сотні, Герой України.

## На Майдані
Був на Майдані від самого початку, інколи днями не вертався додому. За словами дружини Володимира, 18 лютого вона телефонувала кожні дві години. Запитувала, коли він повернеться, на що Володимир відповідав, що на Майдані мало людей і він залишався, кажучи «якщо не я, то хто?».
Дружина Володимира залишилась сама з двома дітьми: молодшій доньці 5 років, а старший син вчиться в технікумі.
Світлана їздила на Майдан, через те, що прокуратура «не може знайти свідків» загибелі її чоловіка. Дружина шукала побратимів загиблого чоловіка, вона збирала їхні телефонні номери, щоб надати прокуратурі.

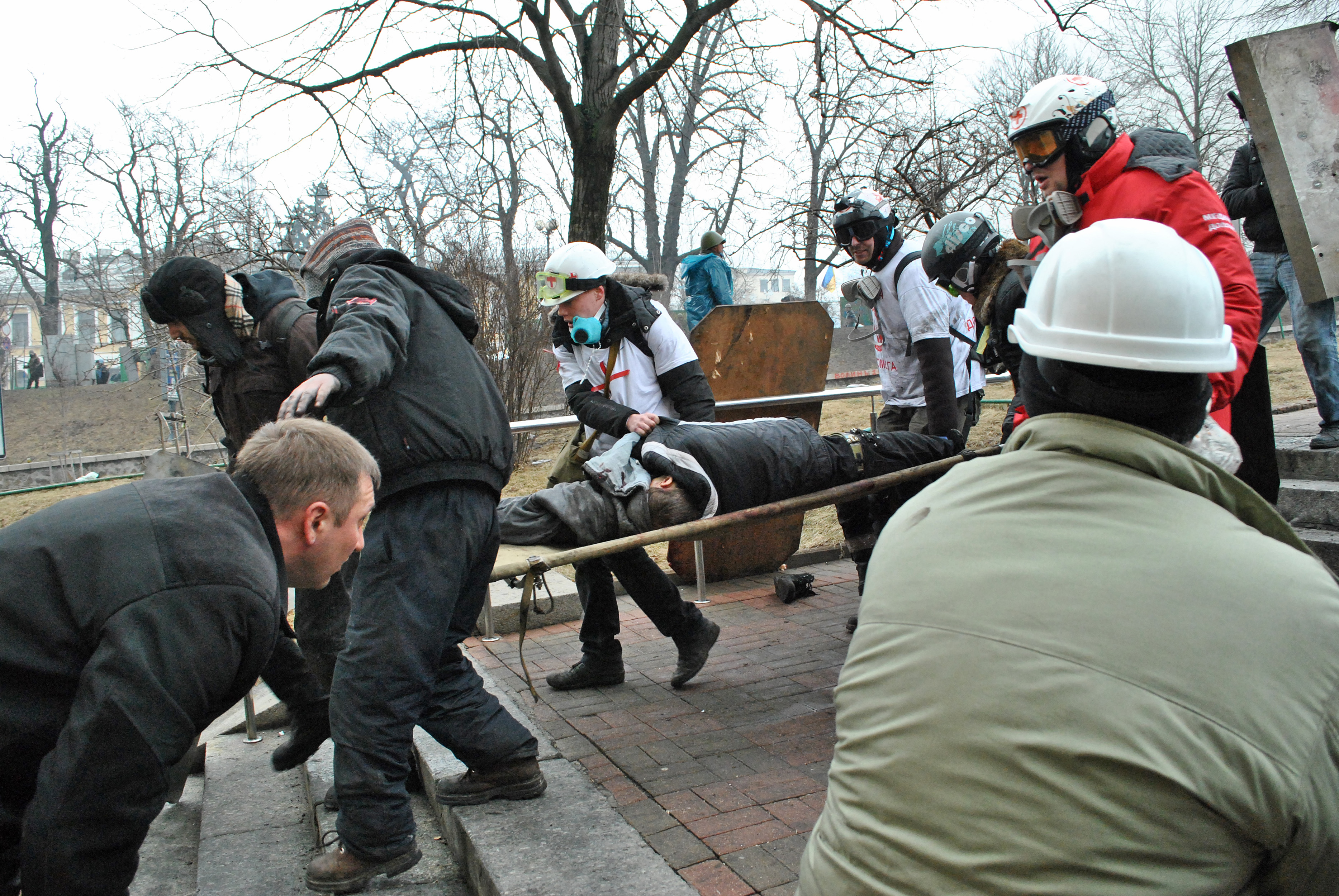
Медики виносять Володимира Чаплинського з Інститутської

## Вшанування пам'яті
Прощання із загиблим відбулося 22 лютого о 12:30 біля Будинку культури на вул. Піщаній в Обухові.
Також під час прощання прозвучала пропозиція щодо перейменування однієї з вулиць Обухова на честь Володимира Чаплинського.

### Нагороди
- Звання Герой України з удостоєнням ордена «Золота Зірка» (21 листопада 2014, посмертно) — за громадянську мужність, патріотизм, героїчне відстоювання конституційних засад демократії, прав і свобод людини, самовіддане служіння Українському народу, виявлені під час Революції гідності[1]
- Медаль «За жертовність і любов до України» (УПЦ КП, червень 2015) (посмертно)[2]